# اوتو كيرنر، الابن
اوتو كيرنر، الابن (بالإنجليزية: Otto Kerner Jr.) (و. 1908 – 1976 م) هو محام، وقاض من الولايات المتحدة الأمريكية ولد في شيكاغو.
وهو عضو في الحزب الديمقراطي الأمريكي .

## التعليم
تعلم في جامعة براون، وكلية الثالوث، كامبريدج.